# Абингдон (Илиноис)
Абингдон (енгл. Abingdon) град је у америчкој савезној држави Илиноис. По попису становништва из 2010. у њему је живело 3.319 становника.

## Демографија
Према попису становништва из 2010. у граду је живело 3.319 становника, што је 293 (8,1%) становника мање него 2000. године.
| Група             | 2000.         | 2010.         |
| Белци             | 3.517 (97,4%) | 3.160 (95,2%) |
| Афроамериканци    | 20 (0,6%)     | 36 (1,1%)     |
| Азијати           | 4 (0,1%)      | 14 (0,4%)     |
| Хиспаноамериканци | 41 (1,1%)     | 57 (1,7%)     |
| Укупно            | 3.612         | 3.319         |